# Это случилось завтра
«Это случилось завтра» (англ. It Happened Tomorrow) — американский фильм 1944 года, поставленный французским режиссером Рене Клером по сюжету Льюиса Г. Фостера на основе рассказов лорда Дансейна, Хью Ведлока, Гауарда Снайдера.

## Сюжет
Нью-Йорк, конец XIX века. Споря с коллегами, журналист газеты «Ивнинг Ньюз» Ларри Стивенз утверждает, что готов отдать десять лет жизни за то, чтобы узнать завтрашние новости. Находясь в мюзик-холле на выступлении артиста, показывает номер с передачей мыслей и предсказанием будущего, Ларри знакомится с его ассистенткой и племянницей, юной красавицей Сильвией и отвозит её домой. На ночной улице он встречает газетного архивариуса, и тот выполняет желание Ларри — вручает ему завтрашний выпуск «Ивнинг Ньюз». Издатель газеты хочет уволить Ларри, но тот теперь уверен, что пойдёт на повышение. На самом деле, Ларри пишет сенсационную статью об ограблении, которое состоится в «Опере» только вечером. Он отправляется в театр, где действительно было совершено ограбление. Тем самым Ларри вызывает подозрения у полиции; он пытается объяснить полицейским, как всё было на самом деле, но те, разумеется, ему не верят. Чтобы спасти Ларри, Сильвия заявляет, будто она предсказала ограбление и сообщила о нём журналисту. На выступлении она предсказывает со сцены, что завтра утонет молодая женщина.
Ларри повторно встречается с архивариусом, который даёт ему информацию, необходимую для поимки бандитов, и снова вручает завтрашний номер газеты. Там написано, что Ларри бросился в воду, чтобы спасти девушку, которая тонет. Он идёт к реке, где как раз в этот момент Сильвия прыгает с моста. Она объясняет Ларри, что сделала это, чтобы доказать всем, и особенно полиции, что у неё действительно есть дар предсказывать будущее. Она совсем не собиралась распрощаться с жизнью. Ларри и Сильвия незаметно уходят от реки. Ларри одалживает девушке мужскую одежду; её дядя твердо убежден, что она провела ночь с мужчиной. Он даже хочет убить Ларри. Тот пишет статью об аресте бандитов и ещё выше поднимается в глазах издателя.
Архивариус появляется в третий раз. Ларри умоляет его последний раз дать ему завтрашнюю газету: журналисту пришла в голову идея выиграть большое состояние на скачках. С грустью Ларри читает на первой же странице, что его смертельно ранили в холле гостиницы «Святой Георгий». Теперь он думает только об одном: как бы жениться на Сильвии, выиграть больше денег и сделать жену наследницей. После свадьбы в самом хмуром настроении Ларри наблюдает, как все его лошади выигрывают одна за другой. Это доказывает, что газета не ошибается. На выходе с ипподрома незнакомец выхватывает у него кошелек со всем выигрышем. Ларри бросается за ним, но его задерживают за превышение скорости, и он тщетно пытается пробыть в полицейском участке как можно дольше. Вернувшись в редакцию, он узнаёт, что архивариус умер несколько дней назад. На улице он случайно сталкивается с вором. Новая погоня по крышам. Драка, перестрелка ― и все герои оказываются в холле гостиницы «Святой Георгий». Полицейский убивает вора. В кармане убитого находят кошелек и документы Ларри, поэтому «Ивнинг Ньюз» печатает ложное сообщение о его кончине. От радости увидев живого и невредимого мужа Сильвия предсказывает ему долгую, счастливую жизнь, а через полвека спустя они справляют золотую свадьбу в окружении детей и внуков.

## В ролях
- Чарльз Хэлтон — доктор (в титрах не указан)